# Церковь Богородицы (Тмутаракань)

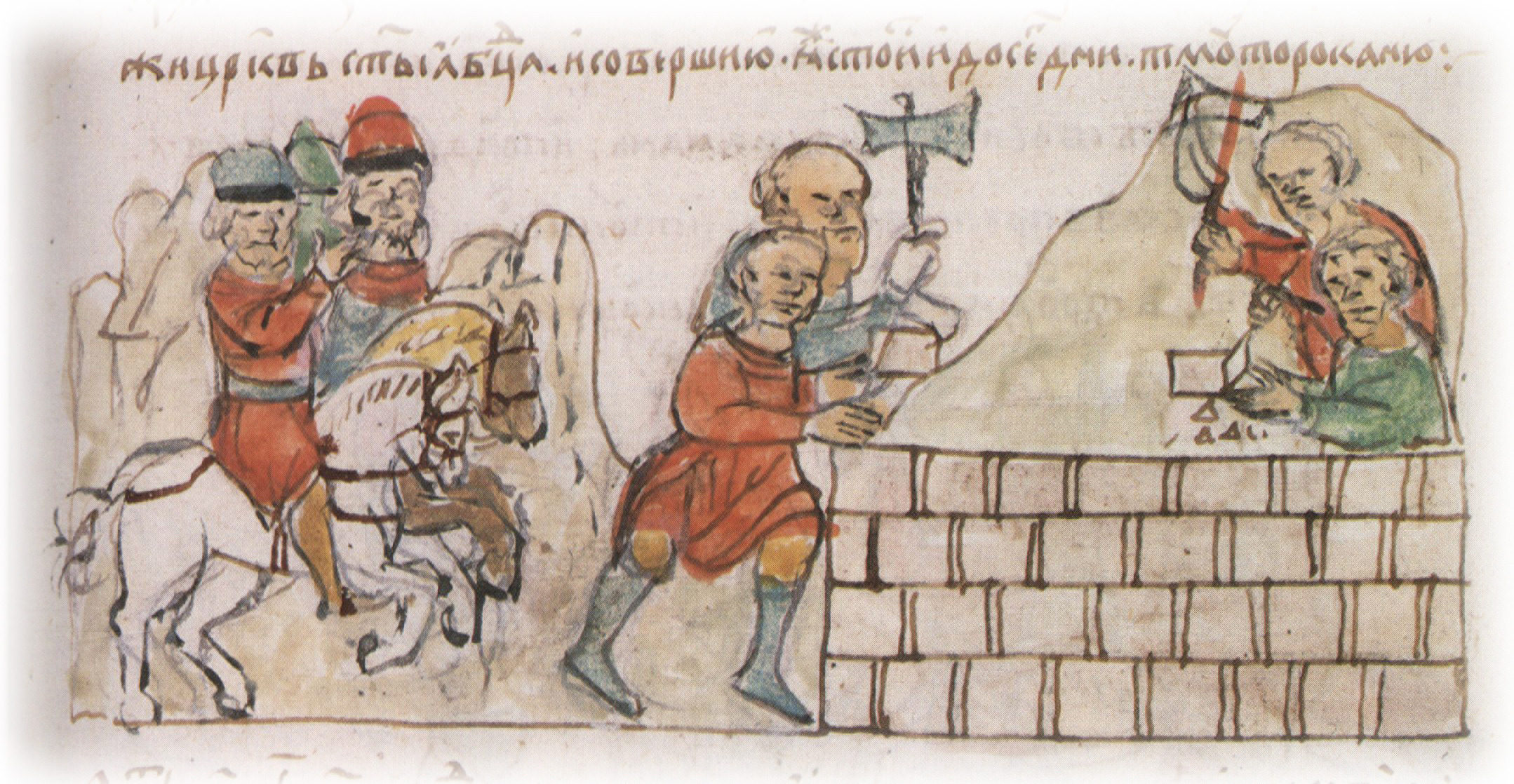
Возвращение князя Мстислава Владимировича в Тмутаракань и воздвижение им по обету церкви Богородицы в Тмутаракани, 1022 год. Миниатюра из Радзивилловской летописи

Церковь Богородицы — каменный православный храм, построенный князем Мстиславом Владимировичем в Тмутаракани в 1022 году.

## История
По словам «Повести временных лет» церковь была заложена в честь победы Мстислава Владимировича над касогами и касожским князем Редедей. В 1066 году здесь был похоронен князь Ростислав Владимирович. С церковью Богородицы, очевидно, связана надпись на Тмутараканском камне, повествующая об измерении расстояния от Тмутаракани до Корчева (Керчи) в 1068 году. По данным учёных, указанное расстояние точно соответствует расстоянию от церкви Богородицы до храма Святого Иоанна Предтечи в Керчи.

## Археологические исследования

Б. А. Рыбаков на раскопках храма. 1955 год

В 1955 году при раскопках Тмутаракани экспедицией под руководством Бориса Рыбакова вскрыты остатки небольшой церкви с фундаментом 16,5 на 10,4 м. Технология формирования фундамента — аналогична технологии, применённой при строительстве Десятинной церкви в Киеве. Судя по форме рвов, церковь имела три апсиды, образующие трёхлопастное очертание. Поперек здания проходили три ленточных фундамента, дающих основания полагать, что церковь была шестистолпной (или четырехстолпной с нартексом). Ширина наружных фундаментов 1,5—1,7 м. Кладка здания исполнена из камней разных пород (известняк, ракушечник, булыжники) на растворе из извести с дробленым ракушечником; фундамент — из рядов плитняка, чередующихся со слоями дубовых лежней, залитых раствором. К северо-западу от церкви были открыты остатки совершенно разоренного прицерковного кладбища.
За исключением скромных находок, указывающих на существование раннесредневековой базилики в Гермонассе, церковь Богородицы — это единственная церковь, обнаруженная на территории городища.